# Lisa Brenner
Lisa Dawn Brenner (* 12. Februar 1974 in Long Island, New York, geb. Goldstein) ist eine US-amerikanische Filmschauspielerin.

## Leben
Eltern Harry und Gloria, Geschwister Richard und Karen. Lisa Brenner hat einen Doppelabschluss in Schauspiel und Englisch vom Barnard College der Columbia University.
Nach einigen Rollen in Fernsehserien erlangte Lisa Brenner internationale Bekanntheit durch ihre Verkörperung der Anne Howard in Der Patriot.
Lisa Brenner ist seit dem 4. Juli 2003 mit dem amerikanischen Filmproduzent Dean Devlin verheiratet.

## Filmografie (Auswahl)
- 1994: All My Children (Fernsehserie, Folge 6419)
- 1995–1996: Another World (Fernsehserie, 7 Folgen)
- 1999: Die glorreichen Sieben (The Magnificent Seven, Fernsehserie, Folge 2x01)
- 1999: Chicago Hope – Endstation Hoffnung (Chicago Hope, Fernsehserie, Folge 5x12)
- 1999: Turks (Fernsehserie, 6 Folgen)
- 1999: Undressed – Wer mit wem? (Undressed, Fernsehserie, 5 Folgen)
- 2000: Der Patriot (The Patriot)
- 2001: The Groomsmen – Die Chaotenhochzeit (The Groomsmen)
- 2001: Sex and a Girl – Dein erstes Mal vergisst Du nie (Alex in Wonder)
- 2001: CSI: Den Tätern auf der Spur (CSI: Crime Scene Investigation, Fernsehserie, Folge 2x04)
- 2003: Das Tagebuch der Ellen Rimbauer (The Diary of Ellen Rimbauer, Fernsehfilm)
- 2003: Finding Home
- 2004: The Quest – Jagd nach dem Speer des Schicksals (The Librarian: Quest for the Spear)
- 2005: Bermuda Dreieck – Tor zu einer anderen Zeit (The Triangle)
- 2005: CSI: Miami (Fernsehserie, Folge 3x20)
- 2006: The Quest – Das Geheimnis der Königskammer (The Librarian: Return to King Solomon’s Mines)
- 2007: I’m Through with White Girls (The Inevitable Undoing of Jay Brooks)
- 2007: The Grand Design
- 2008: A Gunfighter’s Pledge (Fernsehfilm)
- 2008: Blank Slate (Fernsehfilm)
- 2008: The Mentalist (Fernsehserie, Folge 1x04)
- 2009: Frenemy (Little Fish, Strange Pond)
- 2010: CSI: NY (Fernsehserie, Folge 7x10)
- 2010: Leverage (Fernsehserie, Folge 3x03)
- 2011: The Price of Happiness (Fernsehfilm)
- 2014: Cesar Chavez
- 2014: We Are Angels (Fernsehserie, 4 Folgen)
- 2014–2015: Perception (Fernsehserie, 3 Folgen)
- 2015: Maron (Fernsehserie, Folge 3x02)
- 2015: Criminal Minds (Fernsehserie, Folge 10x15)
- 2016: Scorpion (Fernsehserie, Folge 3x04)
- 2016: Rizzoli & Isles (Fernsehserie, Folge 6x14)
- 2016: The Remains
- 2018: Dance Baby Dance
- 2018: Bad Samaritan – Im Visier des Killers (Bad Samaritan)
- 2018: Say My Name
- 2019: Life in Pieces (Fernsehserie, Folge 34x03)
- 2020: The Virtual End (Fernsehserie, 7 Folgen)
- 2022: The Deal – Der verwüstete Planet (The Deal)
- 2023: The Ark (Fernsehserie, 4 Folgen)
- 2023: Almost Paradise (Fernsehserie, Folge 2x05)
- 2025: One Big Happy Family